# Škoda Kylaq
Der Škoda Kylaq ist ein Sport Utility Vehicle des tschechischen Automobilherstellers Škoda Auto, das ausschließlich in Indien angeboten wird und dort in der Modellpalette unterhalb des Škoda Kushaq positioniert ist. 

## Geschichte
Angekündigt wurde das Fahrzeug Ende Februar 2024. Zeitgleich startete eine Online-Kampagne, in der über den Namen des Fahrzeugs abgestimmt werden konnte. Das SUV wurde schließlich als Kylaq im November 2024 vorgestellt. Die Serienproduktion startete im darauffolgenden Monat in Pune. Im Januar 2025 kam der Wagen in Indien auf den Markt. Als Konkurrenzmodelle gelten unter anderem der Hyundai Venue, der Kia Sonet und der Tata Nexon.

## Technik
Technisch basiert das knapp unter vier Meter lange SUV wie unter anderem der Škoda Fabia IV auf dem Modularen Querbaukasten A0 der Volkswagen AG. Der Kofferraum fasst 446 Liter, nach Umklappen der Rücksitzbank sind es maximal 1265 Liter. Angetrieben wird der Wagen ausschließlich von einem aufgeladenen Einliter-Dreizylinder-Ottomotor mit einer maximalen Leistung von 85 kW (115 PS). Der Kylaq hat serienmäßig ein 6-Gang-Schaltgetriebe, gegen Aufpreis ist ein 6-Stufen-Automatikgetriebe erhältlich. Aus dem Stand soll er in 10,5 Sekunden auf 100 km/h beschleunigen. Die Höchstgeschwindigkeit gibt Škoda mit 188 km/h an.

## Technische Daten
|                                            | 1.0 TSI                          |
| ------------------------------------------ | -------------------------------- |
| Bauzeitraum                                | seit 12/2024                     |
| Motorart                                   | Ottomotor                        |
| Motortyp                                   | Reihenbauart, Direkteinspritzung |
| Zylinder/Ventile                           | 3/12                             |
| Hubraum                                    | 999 cm³                          |
| max. Leistung bei min−1                    | 85 kW (115 PS) / 5000–5500       |
| max. Drehmoment bei min−1                  | 178 Nm / 1750–4500               |
| Antriebsart                                | Vorderradantrieb                 |
| Getriebe, serienmäßig                      | 6-Gang-Schaltgetriebe            |
| Getriebe, optional                         | 6-Stufen-Automatikgetriebe       |
| Beschleunigung, 0–100 km/h                 | 10,5 s                           |
| Höchstgeschwindigkeit                      | 188 km/h                         |
| Kraftstoffverbrauch auf 100 km, kombiniert | k. A.                            |